# Sarajevo Film Festival
Il Sarajevo Film Festival (SFF) è uno dei più conosciuti film festival nel sud-est Europa. Si tiene intorno alla terza settimana del mese di agosto dal 1995 a Sarajevo in Bosnia-Erzegovina ed arrivano oltre 100.000 amanti di film ogni anno.
Il primo festival si è tenuto dal 25 ottobre al 5 novembre 1995, durante l'assedio di Sarajevo.
L'evento presenta una grande varietà di cortometraggi provenienti da tutto il mondo e porta anche celebrità internazionali e locali.